# Губкін (місто)
Гу́бкін (рос. Губкин) — місто обласного підпорядкування в Білгородській області Росії.
Населення міста становить 86 376 осіб (2008; 86 083 в 2002, 73,8 тис. в 1989, 54,1 тис. в 1970, 21,3 тис. в 1959, 0,4 тис. в 1939).

## Географія
Місто розташоване на річці Осколець, правій притоці річки Оскіл, за 19 км на захід від міста Старий Оскол.

## Історія
На початку 1930-их років почалось освоєння Курської магнітної аномалії під керівництвом Губкіна І. М.. 30 вересня 1931 року була закладена перша шахта, 19 вересня 1939 року селище при шахті отримало статус смт й назву Губкін (на честь геолога). 23 грудня 1955 року указом Президіуму Верховної Ради РРФСР селище отримало статус міста в Старооскольському районі. З 1960 року — має статус міста обласного підпорядкування. 1967 року збудовано Лебединський гірничо-збагачувальний комбінат, 1999 року завод гарячобрикетованого заліза.

## Економіка
В місті працюють Лебединський гірничо-збагачувальний комбінат, КМАруда, КМАрудбуд. Прибуток за видобутком залізної руди склав в 2008 році 59,5 млрд руб.